# Franco Udella
Franco Udella est un boxeur italien né le 25 février 1947 à Cagliari.

## Carrière
Passé professionnel en 1972, il devient champion d'Europe des poids mouches EBU en 1974 puis remporte le titre inaugural de champion du monde des poids mi-mouches WBC le 4 avril 1975 après sa victoire par disqualification au 12e round round de Valentin Martinez. Udella est destitué en août 1975 pour ne pas avoir remis sa ceinture en jeu dans le délai imparti. Il conserve néanmoins son titre européen jusqu'en 1979 et une défaite contre Charlie Magri. Il met un terme à sa carrière de boxeur après ce combat sur un bilan de 37 victoires et 5 défaites.